# 新疆维吾尔自治区特色博物馆

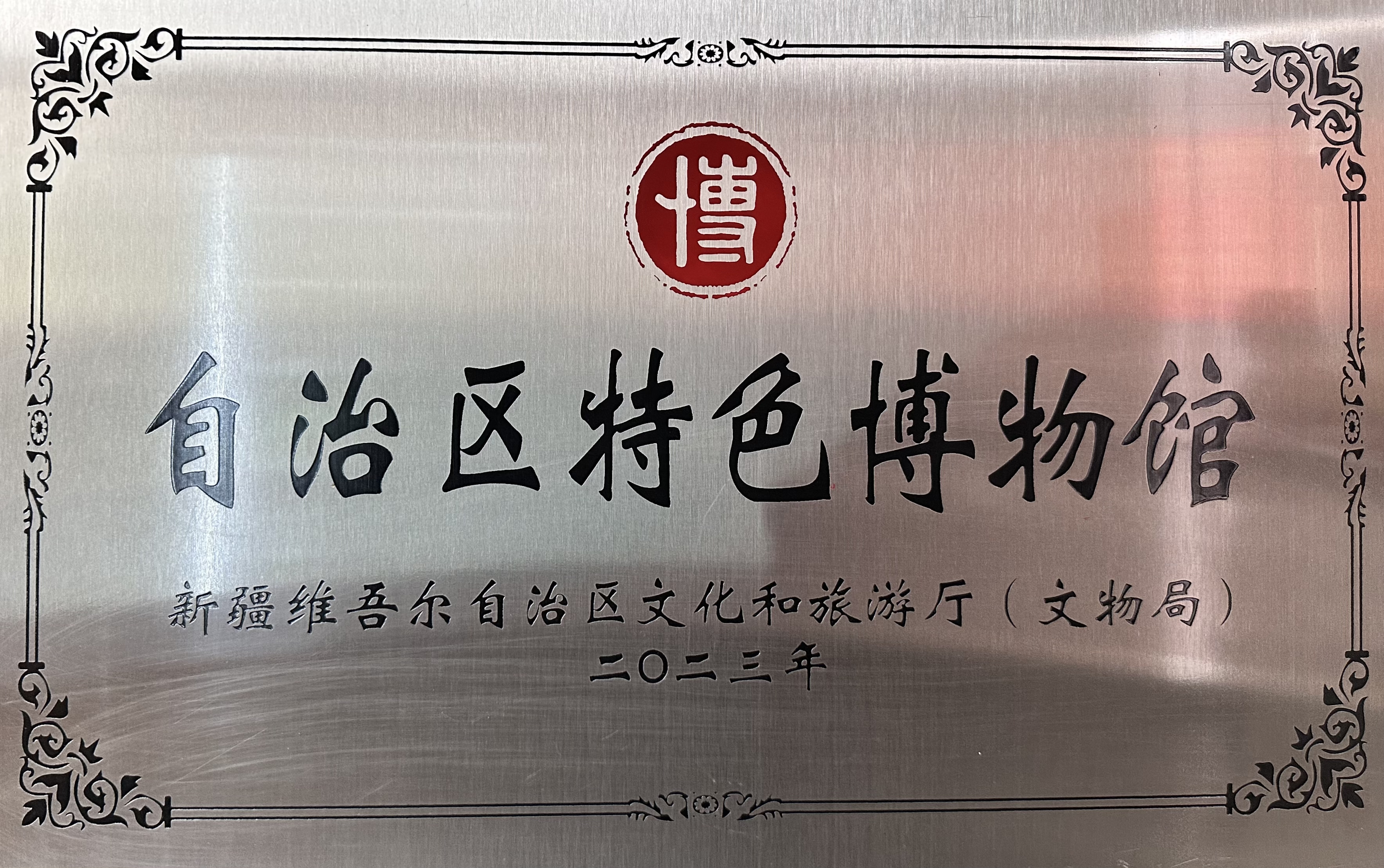
新疆维吾尔自治区特色博物馆牌匾

新疆维吾尔自治区特色博物馆是新疆维吾尔自治区文化和旅游厅为彻落实中共中央宣传部等9部门发布的《关于推进博物馆改革发展的指导意见》精神，加快进行特色博物馆建设而设立的称号。目前共有三批次62家博物馆授获“新疆维吾尔自治区特色博物馆”称号。

## 背景与建立
在首批新疆维吾尔自治区特色博物馆公布之前，新疆境内有各类博物馆、纪念馆、展览馆246处。布局体系大致可分为“龙头博物馆”的新疆维吾尔自治区博物馆，“骨干博物馆”的各地州市博物馆，“基础博物馆”的县市区博物馆以及作为补充的行业博物馆和非国有博物馆。内容类型包含历史博物馆、艺术博物馆、自然科学博物馆、综合博物馆。其中各级公立博物馆以陈展综合类历史文物为主，一些具有特色的博物馆有专业优势，能够吸引游客。但一些博物馆仍然面临着馆藏不丰富、内容不充实、展陈水平不高等诸多问题。
2021年5月，中共中央宣传部、中华人民共和国国家发展和改革委员会、中华人民共和国文化和旅游部、国家文物局等9部门发布《关于推进博物馆改革发展的指导意见》。2021年11月，新疆维吾尔自治区政治协商会议召开专家协商会，对促进新疆维吾尔自治区特色博物馆建设提出建议。同月，在对已开放的特色博物馆实地调研后，新疆维吾尔自治区文化和旅游厅在新疆维吾尔自治区博物馆召开推进新疆特色博物馆建设研讨会。为贯彻落实《关于推进博物馆改革发展的指导意见》精神，加快进行特色博物馆建设，在经过各地（州、市）推荐，新疆维吾尔自治区文化和旅游厅依据《新疆维吾尔自治区文化和旅游厅（文物局）特色博物馆评定办法（暂行）》对各推荐博物馆进行评选、公示后，2022年5月18日，即国际博物馆日，新疆维吾尔自治区文化和旅游厅向首批25家“新疆维吾尔自治区特色博物馆”授牌。2023年5月18日，自治区文化和旅游厅公布第二批“新疆维吾尔自治区特色博物馆”名单并授牌。2024年5月15日，第三批新疆维吾尔自治区特色博物馆公布，共12家博物馆获选。
新疆维吾尔自治区特色博物馆会得到政策上的扶持和业务上的指导，包括藏品档案的建设、数字化藏品的展示、讲解员的培训、云展览等方面。

## 名录
| 名称                             | 地区                               | 批次 | 图片 |
| -------------------------------- | ---------------------------------- | ---- | ---- |
| 新疆冠颐酒庄西域葡萄酒文化博物馆 | 巴音郭楞蒙古自治州和硕县           | 一   |      |
| 巴州心祖博物馆                   | 巴音郭楞蒙古自治州库尔勒市         | 一   |      |
| 策勒县红色展馆                   | 和田地区策勒县                     | 一   |      |
| 独库公路博物馆                   | 克拉玛依市独山子区                 | 一   |      |
| 克拉玛依市紫砂博物馆             | 克拉玛依市克拉玛依区               | 一   |      |
| 塔城手风琴文化展馆               | 塔城地区塔城市                     | 一   |      |
| 新疆新辉红色记忆博物馆           | 昌吉回族自治州昌吉市               | 一   |      |
| 昌吉恐龙馆                       | 昌吉市                             | 一   |      |
| 新疆北鲵馆                       | 博尔塔拉蒙古自治州温泉县           | 一   |      |
| 东方红卓览文化博物馆             | 吐鲁番市高昌区                     | 一   |      |
| 罗布泊历史博物馆                 | 吐鲁番市鄯善县                     | 一   |      |
| 驼铃葡萄酒文化展示馆             | 吐鲁番市高昌区                     | 一   |      |
| 霍城县薰衣草博物馆               | 伊犁哈萨克自治州霍城县             | 一   |      |
| 昭苏天马博物馆                   | 伊犁哈萨克自治州昭苏县             | 一   |      |
| 阿克苏地区柯柯牙纪念馆           | 阿克苏地区温宿县                   | 一   |      |
| 哈密赏石文化博物馆               | 哈密市伊州区                       | 一   |      |
| 阿尔泰山中草药博物馆             | 阿勒泰地区阿勒泰市                 | 一   |      |
| 百年喀什馆                       | 喀什地区喀什市                     | 一   |      |
| 小刀博物馆                       | 喀什地区英吉沙县                   | 一   |      |
| 新疆泰加自然博物馆               | 乌鲁木齐市经开区（头屯河区）       | 一   |      |
| 新疆机场历史陈列馆               | 乌鲁木齐市新市区                   | 一   |      |
| 新疆自然博物馆                   | 乌鲁木齐市新市区                   | 一   |      |
| 新疆地质矿产博物馆               | 乌鲁木齐市沙依巴克区               | 一   |      |
| 新疆日报报史馆                   | 乌鲁木齐市沙依巴克区               | 一   |      |
| 新疆活体昆虫博物馆               | 乌鲁木齐市新市区                   | 一   |      |
| 新疆红色文化展览馆               | 乌鲁木齐市新市区                   | 二   |      |
| 新疆大学校史馆                   | 乌鲁木齐市天山区                   | 二   |      |
| 新疆农业大学校史馆               | 乌鲁木齐市沙依巴克区               | 二   |      |
| 新疆有色陈列馆                   | 乌鲁木齐市高新区（头屯河区）       | 二   |      |
| 丝绸之路陶瓷科技艺术馆           | 乌鲁木齐市新市区                   | 二   |      |
| 霍尔果斯国门文化展示馆           | 伊犁哈萨克自治州霍尔果斯市         | 二   |      |
| 灯塔知青馆                       | 伊犁哈萨克自治州昭苏县             | 二   |      |
| 王蒙书屋                         | 伊犁哈萨克自治州伊宁市巴彦岱镇     | 二   |      |
| 西域酒文化博物馆                 | 伊犁哈萨克自治州新源县肖尔布拉克镇 | 二   |      |
| 汉家公主纪念馆                   | 伊犁哈萨克自治州伊宁市             | 二   |      |
| 阿乐惠镇军工纪念馆               | 吐鲁番市托克逊县                   | 二   |      |
| 吐鲁番楼兰酒庄葡萄酒博物馆       | 吐鲁番市鄯善县                     | 二   |      |
| 木垒草原坎儿井博物馆             | 昌吉回族自治州木垒哈萨克自治县     | 二   |      |
| 奇台县腰站子小麦博物馆           | 昌吉回族自治州奇台县半截沟镇       | 二   |      |
| 奇台县新疆第一窖古城酒博物馆     | 昌吉回族自治州奇台县               | 二   |      |
| 赵凯红色记忆收藏展览馆           | 昌吉回族自治州玛纳斯县             | 二   |      |
| 卫国影像馆                       | 喀什地区岳普湖县                   | 二   |      |
| 英吉沙县鸟类科普馆               | 喀什地区英吉沙县                   | 二   |      |
| 巴里坤印象馆                     | 哈密市巴里坤哈萨克自治县           | 二   |      |
| 哈密左公文化苑                   | 哈密市伊州区                       | 二   |      |
| 额敏记忆馆                       | 塔城地区额敏县                     | 二   |      |
| 克拉玛依红色记忆展览馆           | 克拉玛依市克拉玛依区               | 二   |      |
| 布茹玛汗·毛勒朵戍边馆            | 克孜勒苏柯尔克孜自治州乌恰县       | 二   |      |
| 可可托海地质陈列馆               | 阿勒泰地区富蕴县                   | 二   |      |
| 塔里木油田历史展览馆             | 巴音郭楞蒙古自治州库尔勒市         | 二   |      |
| 工商银行乌鲁木齐大银行历史展馆   | 乌鲁木齐市天山区                   | 三   |      |
| 新疆地质文化馆                   | 乌鲁木齐市                         | 三   |      |
| 焉耆县天塞相机展示馆             | 巴音郭楞蒙古自治州焉耆回族自治县   | 三   |      |
| 阿拉山口市中心城市展馆           | 博尔塔拉蒙古自治州阿拉山口市       | 三   |      |
| 博乐市西海牧歌博物馆             | 博尔塔拉蒙古自治州博乐市           | 三   |      |
| 和田玉博物馆                     | 和田地区                           | 三   |      |
| 喀什玉石文化博物馆               | 喀什地区喀什市                     | 三   |      |
| 克拉玛依市独山子区展览（博物）馆 | 克拉玛依市独山子区                 | 三   |      |
| 克拉玛依市文博院（展览馆）       | 克拉玛依市克拉玛依区               | 三   |      |
| 塔城市油画展馆                   | 塔城地区塔城市                     | 三   |      |
| 鄯善县白兰地文化展示馆           | 吐鲁番市鄯善县                     | 三   |      |
| 察布查尔县小白杨戍边文化纪念馆   | 伊犁哈萨克自治州察布查尔锡伯自治县 | 三   |      |